# ANZ Bank Center
L'ANZ Bank Centre est un immeuble commercial situé à Sydney, en Nouvelle-Galles du Sud, en Australie. Le gratte-ciel mesure 180 mètres (591 pi) de hauteur jusqu'à son toit, avec une hauteur architecturale de 195 mètres (640 pi).

## Description
L'édifice de style vitré est conçu par Francis-Jones Morehen Thorp (FJMT), un cabinet d'architecture basé à Sydney, et la construction est réalisée par Grocon, un promoteur basé à Melbourne.
Située au 161 Castlereagh Street, une grande esplanade piétonne relie Castlereagh Street à Pitt Street. La tour est principalement destinée à un usage commercial, l'ANZ Bank ayant acquis les droits de dénomination et une grande partie de la surface de plancher. Des espaces commerciaux] sont disponibles au rez-de-chaussée avec des façades donnant sur Castlereagh Street et Pitt Street.
La cérémonie de mise hors d'eau, marquant l'achèvement de la structure du bâtiment, se tient le 13 juillet 2012. La construction de la tour, d'un coût de A$ 800 millions, s'achève en avril 2013.
Un penthouse privé situé sur deux niveaux, les niveaux 43 et 44, avec une piscine sur le toit et une terrasse, est accessible par un ascenseur privé direct.
Legion House, un bâtiment classé monument historique situé sur le site, est réaménagé en locaux de bureaux uniques dans le cadre du projet[réf. nécessaire].

### Principaux locataires
- ANZ Bank - 29 000 m²
- Herbert Smith Freehills - 18 500 m²[3]